# Castello di San Giorio di Susa
Il castello di San Giorio domina la media valle di Susa dallo sperone roccioso dove sorge il paese di San Giorio di Susa, a circa 45 km dal capoluogo Torino. Tra i più evidenti castelli in val di Susa per chi transita in questo territorio, i suoi resti visibili oggi, cioè la torre rotonda e l'aula affiancata, costituiscono solo una parte di un complesso molto più vasto e imponente, la cui funzione era il controllo del transito di mercanti e eserciti lungo la Valle. Abbattuto in gran parte nel corso del XVIII secolo, con ulteriori crolli nel corso del XX, è stato restaurato ed ospita un esercizio commerciale.

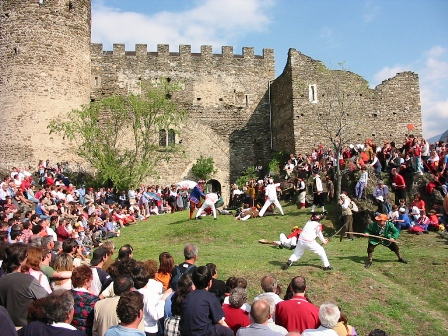
La manifestazione della soppressione del feudatario, rappresentata sul lato ovest del castello di San Giorio di Susa

## Storia
Il castello fu costruito in epoca imprecisata, probabilmente intorno alla metà del XIII secolo, epoca in cui alcuni documenti attestano una nuova centralità per la comunità di San Giorio nei disegni di Casa Savoia, che intendeva fare del paese il centro di passaggio e controllo della via Francigena del Moncenisio. Nel 1270, in un atto della Contea di Savoia riportato dallo storico Luca Patria in uno studio molto documentato sui Bertrandi, si legge che i figli di Tommaso II di Savoia, investono Giovanni Bertrandi del feudo di San Giorio, in augmentum feudi di quello che già possedeva a Chianocco. In questo documento, fa notare Patria, si parla di una aulam cum turri.

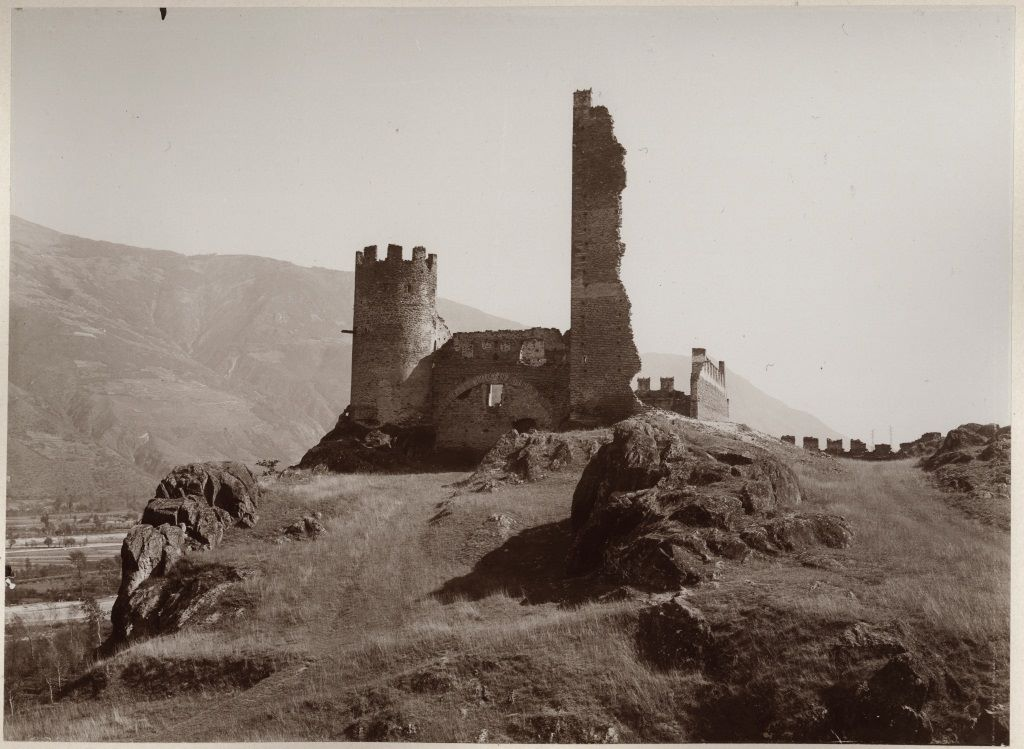
Mario Gabinio, 1899 o primo Novecento, vista da ovest dei ruderi del Castello di S.Giorio con lo spigolo del Mastio poi crollato negli anni 20

## Descrizione architettonica
Il complesso si suddivideva in un castello superiore, in un castello inferiore e in una casaforte ancora oggi esistente. Secondo uno studio del 2005, alcuni documenti quattrocenteschi descrivono il castello superiore come costituito da un maschio, un'aula grande con torre rotonda, una camera bassa, una loggia e una corte. Il maschio era alto 26 metri secondo alcune testimonianze.
Sul finire del XVII secolo (1691) il castello è oggetto di bombardamento da parte delle truppe di Nicolas de Catinat de La Fauconnerie e subisce pesantissimi danni. Ormai obsoleto nelle sue strutture medievali, non viene più ripristinato, acquisendo nel frattempo importanza strategica il Forte della Brunetta.

## Stato attuale
Oggi, il castello è di proprietà privata e contiene un Risto-Pub aperto al pubblico in orari definiti. Abbandonato per alcuni secoli dopo le distruzioni del Catinat, è stato ristrutturato negli anni '70 del XX secolo e poi ancora nel primo decennio del XXI. I muri perimetrali originali delimitano ancora la grande aula a fianco della torre rotonda, una camera più piccola e il cortile con portale di ingresso sul vallo lato est.
Nella spianata a ovest del castello si svolge tradizionalmente la manifestazione della Soppressione del Feudatario.

## Ubicazione
Il castello è situato sulla groppa morenica detta Mollare di San Giorio, formazione rocciosa che domina la media valle di Susa, spaziando con la vista da Bussoleno a Sant'Antonino di Susa. Il castello comunica visivamente con: il castello di Chianocco, la casaforte di Chianocco, il castello di Bruzolo, la casaforte di San Didero, la torre di Borgone Susa, il castello Borello di Bussoleno.

## Galleria d'immagini

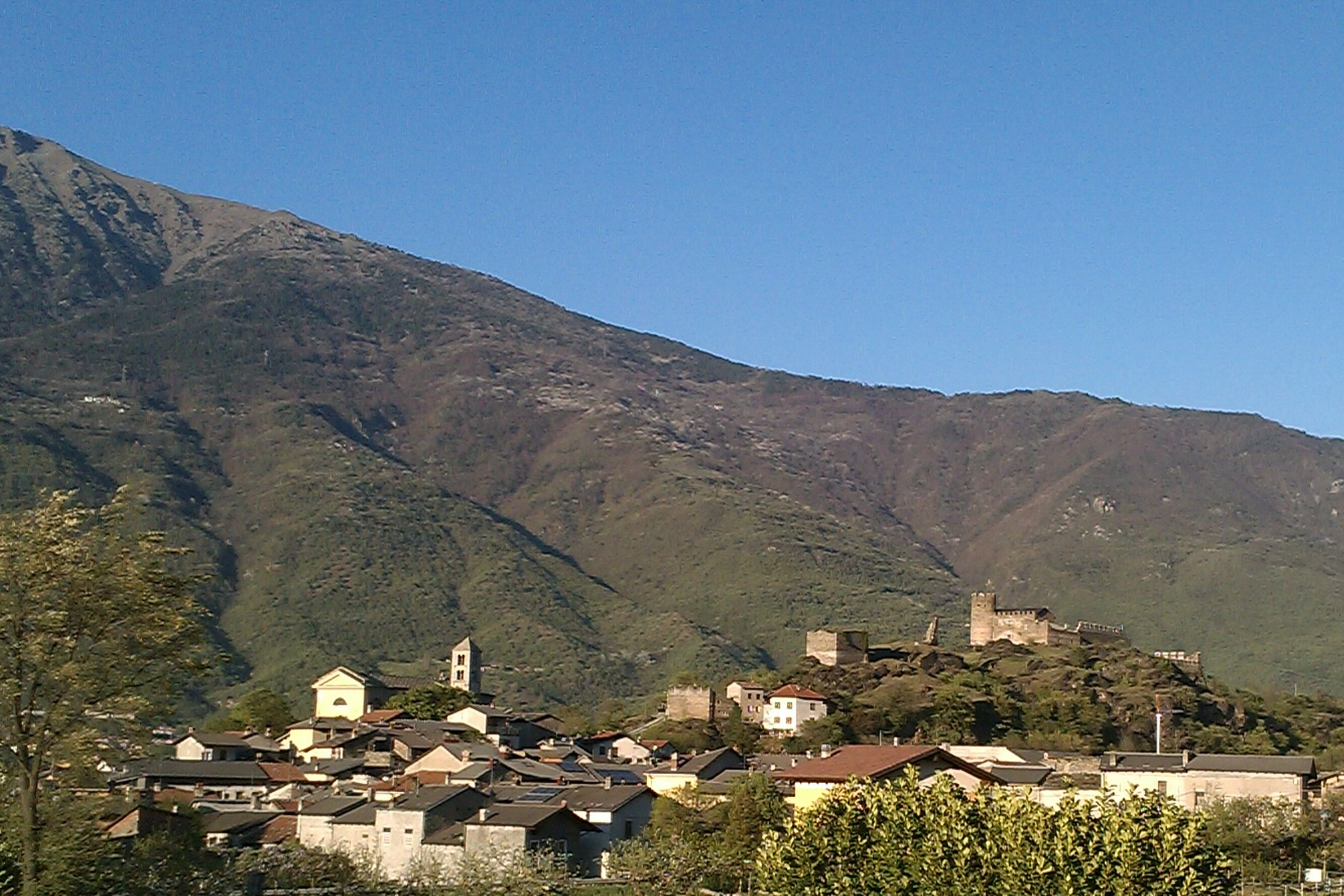
La groppa del mollare di San Giorio di Susa con la parrocchiale e il castello
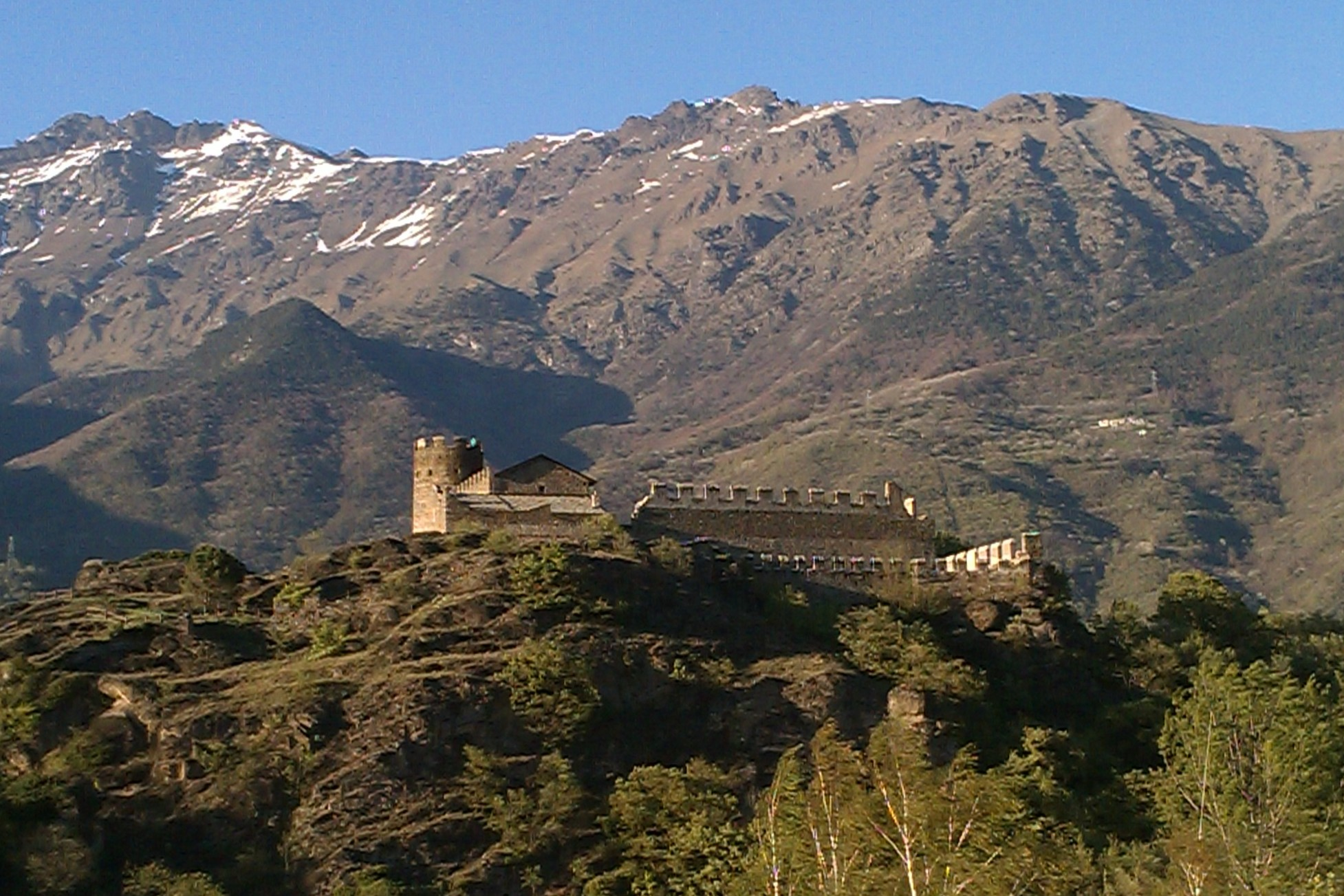
Castello visto da sud
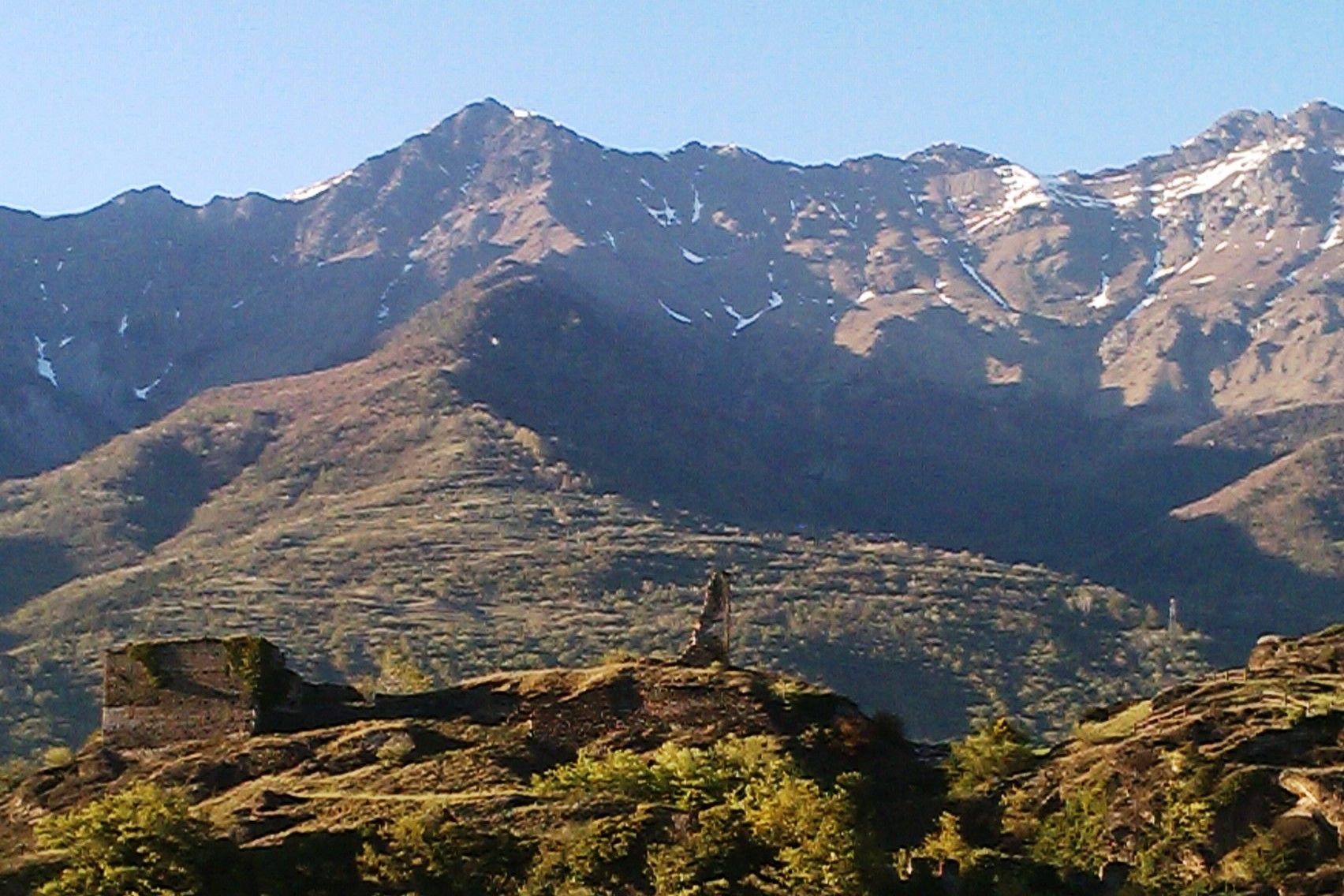
Resti di parte del castello visti da sud
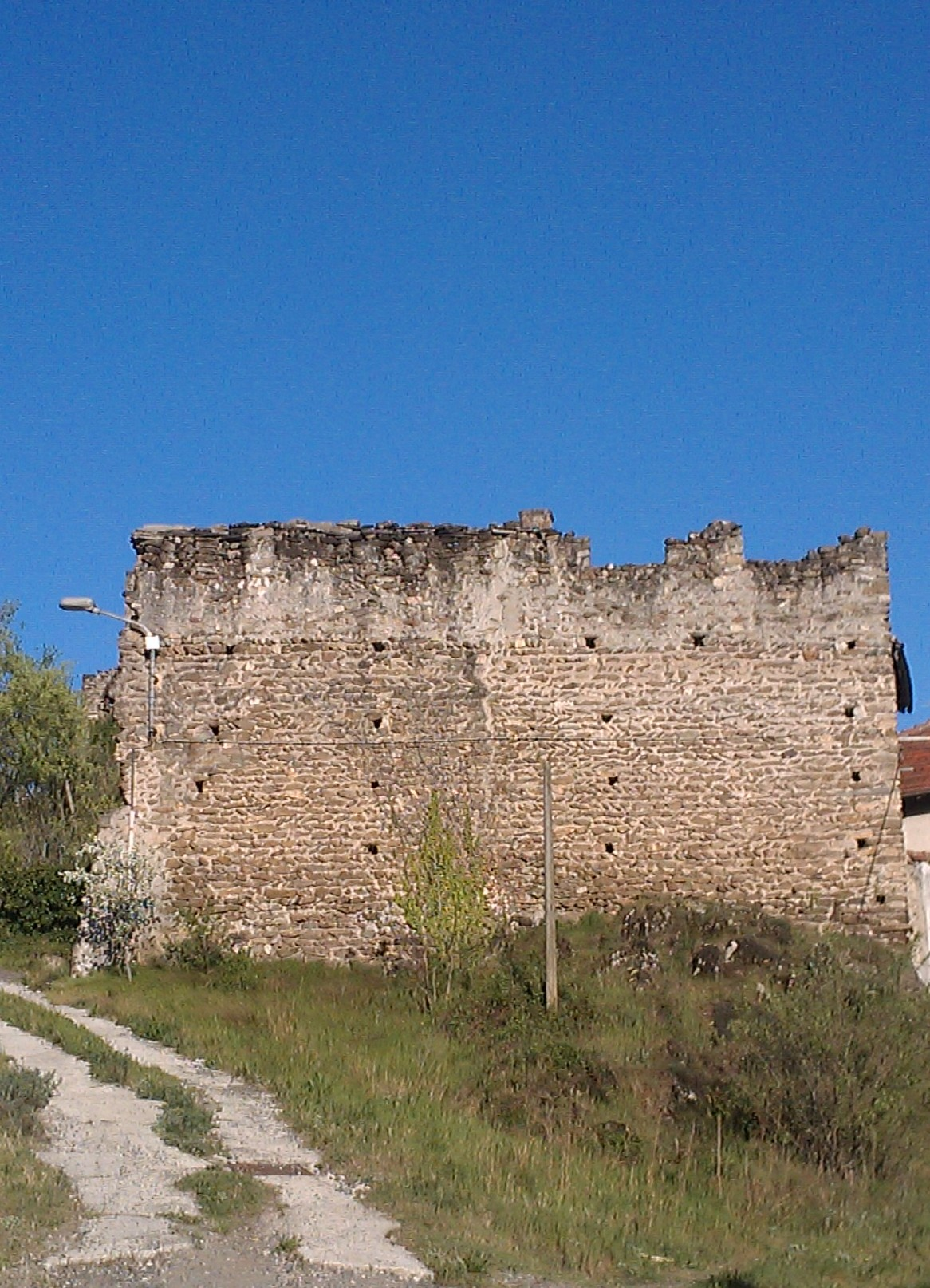
Antico muro del castello visto da ovest
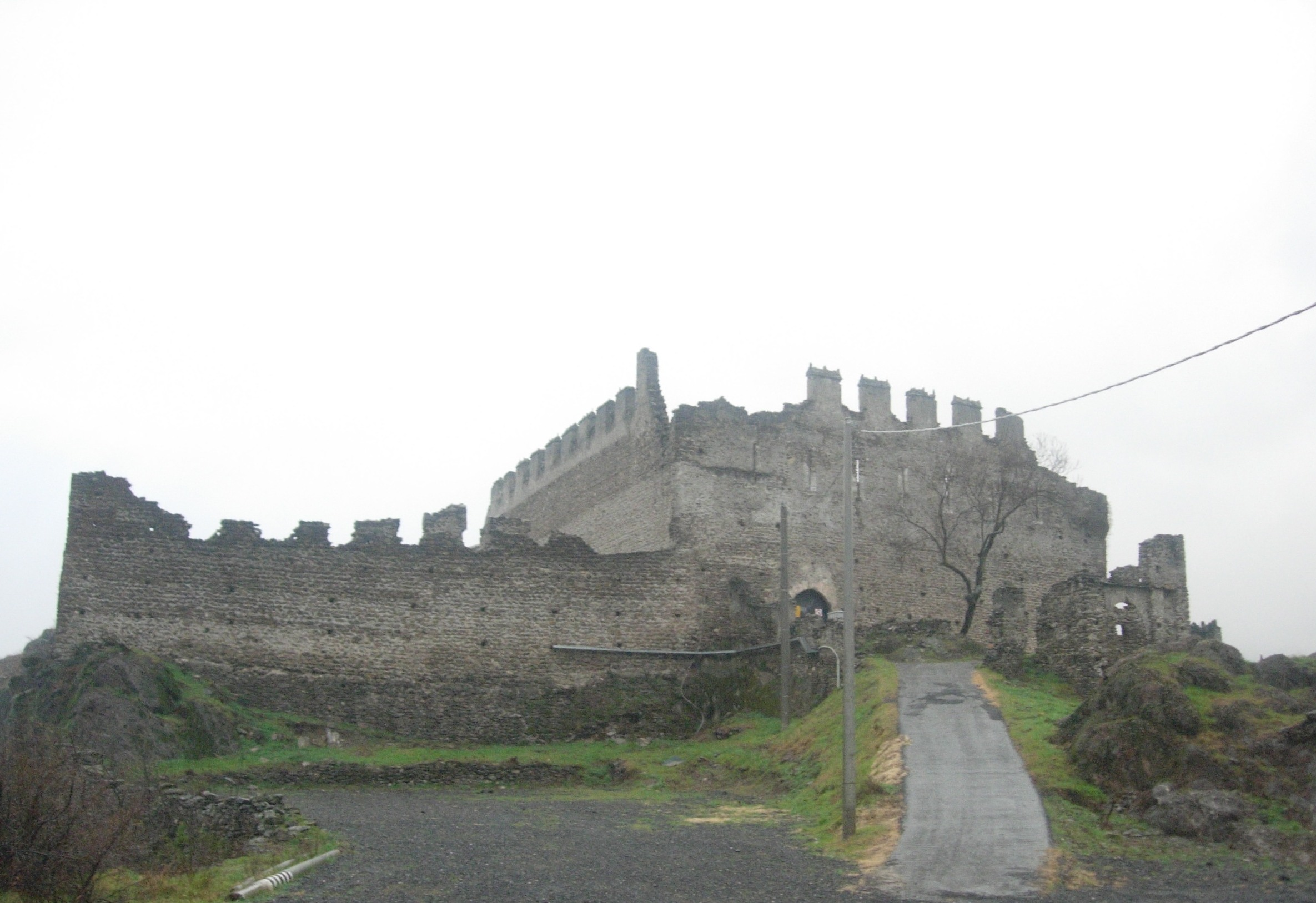
Il castello di San Giorio di Susa, l'ingresso lato est.
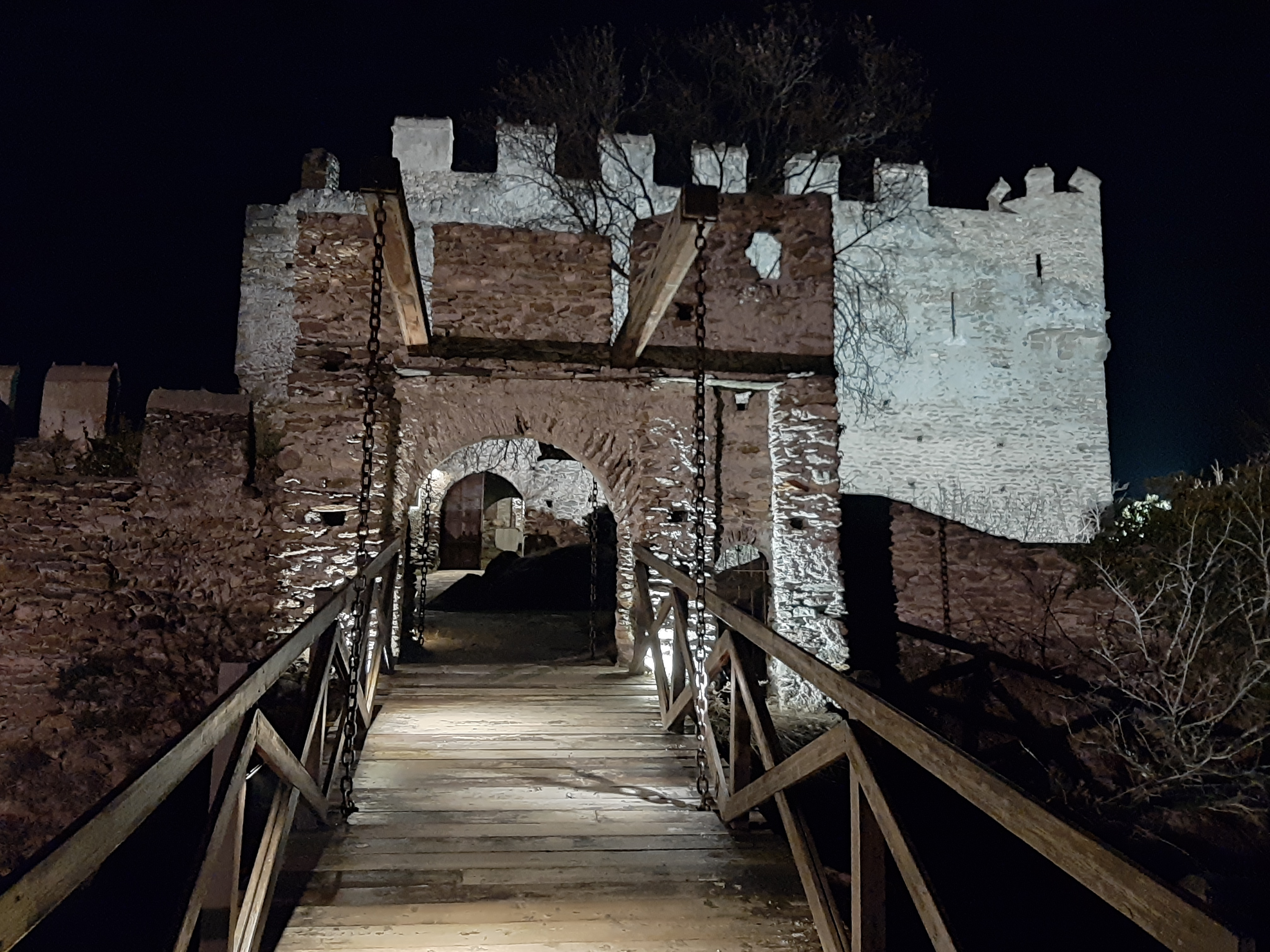
castello di San Giorio di Susa: ingresso dal ponte levatoio (vista notturna).

## Immagini storiche Fondo Gabinio Fond. Torino Musei

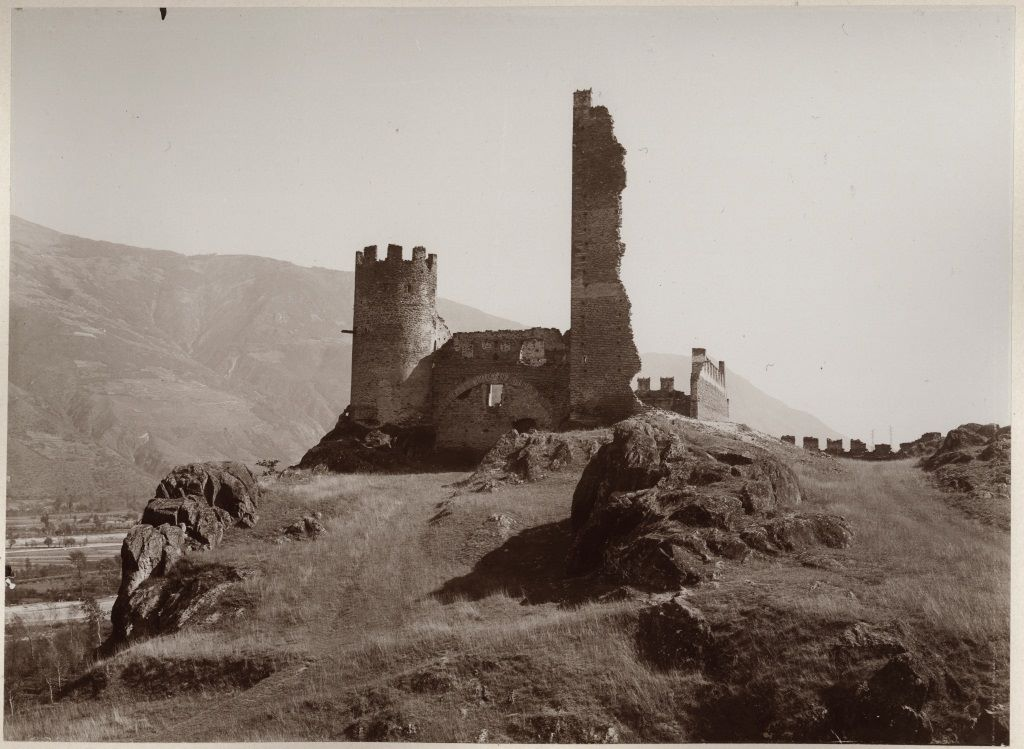
Mario Gabinio, Valle Di Susa, vista da ovest dei ruderi del Castello di S.Giorio con lo spigolo del Mastio poi crollato negli anni 20. 1899 o primo Novecento. Fond. TorinoMusei
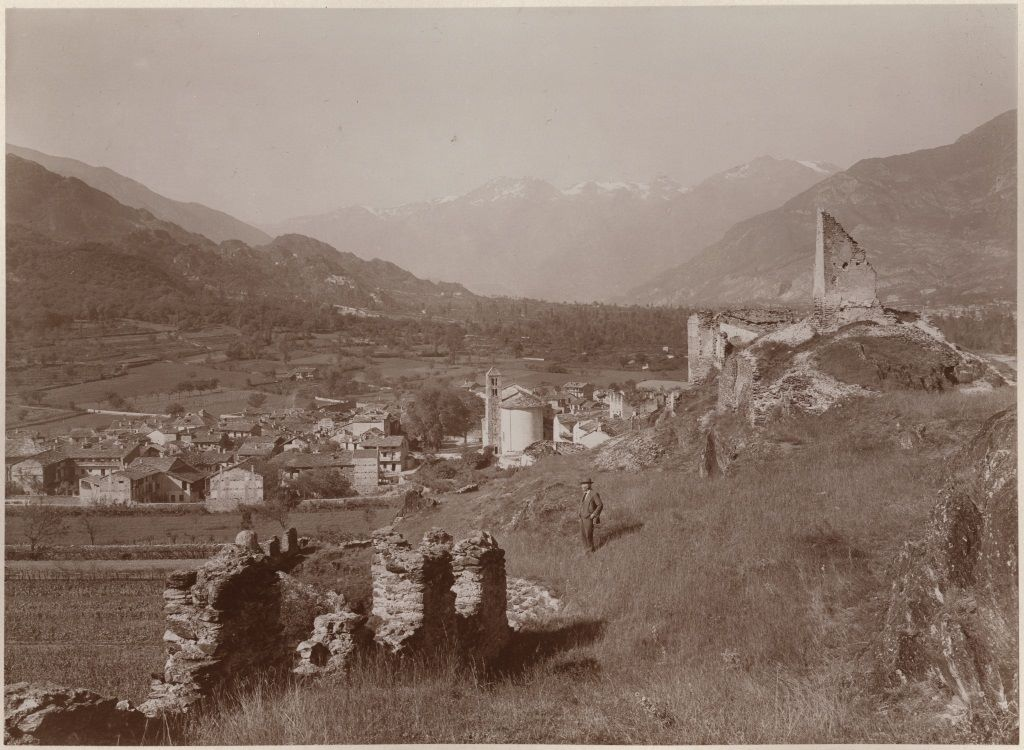
Mario Gabinio S.Giorio, La Valle di Susa, e ruderi del Castello. Panorama della Valle verso Ovest dal Colle di San Giorio. 1899 o primo Novecento. Fond. TorinoMusei
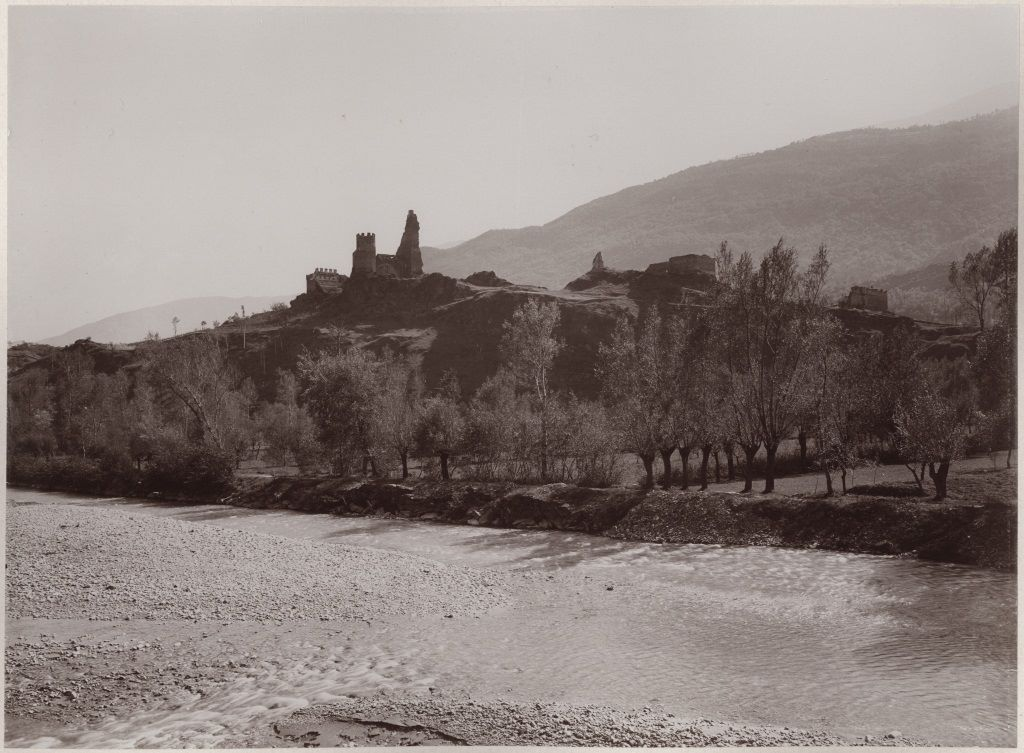
Mario Gabinio, La Dora Riparia e Ruderi del Castello di S.Giorio visti da Nord. 1899 o primo Novecento. Fond. TorinoMusei